# E채널 (출입국관리)

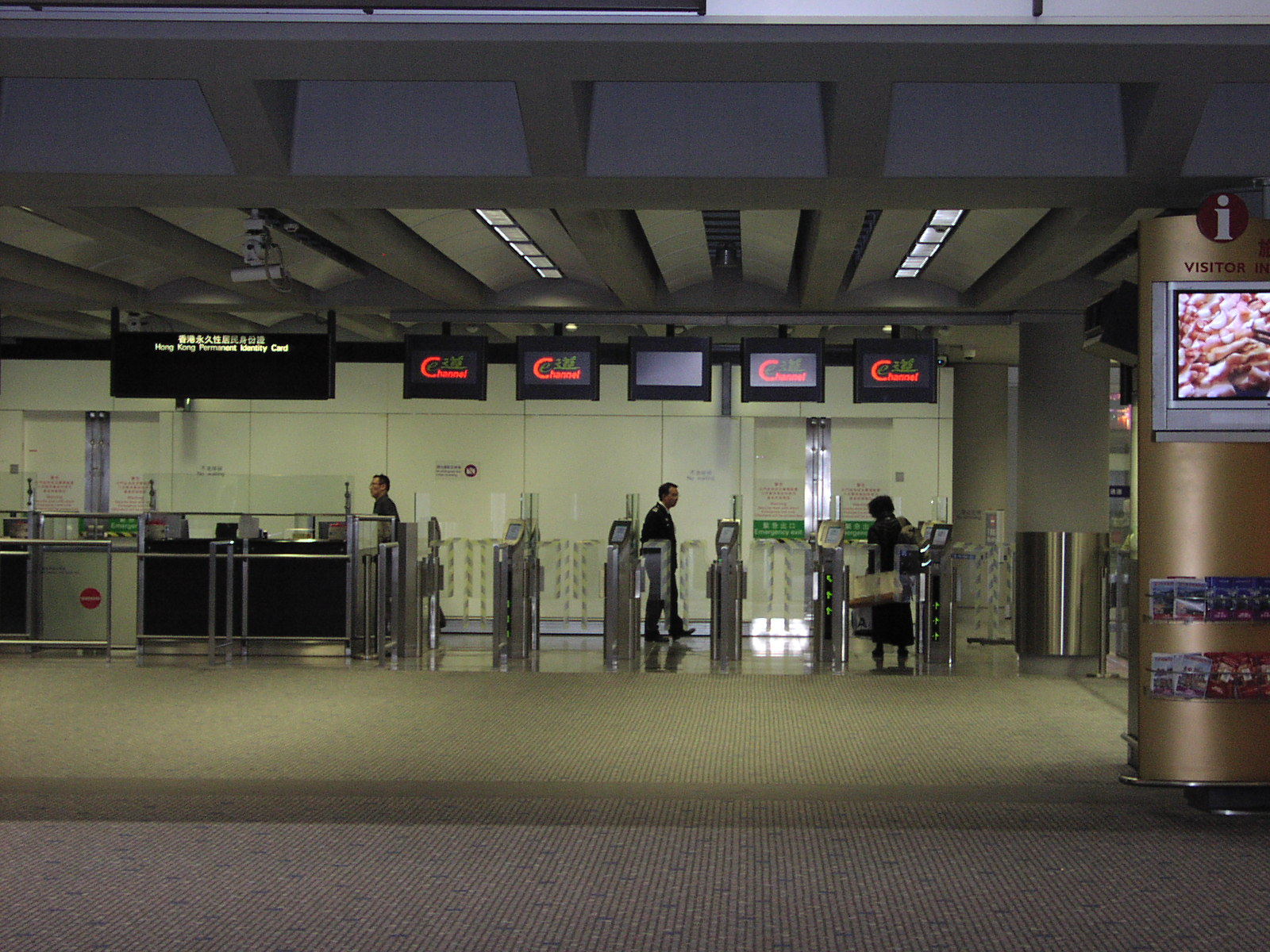
홍콩국제공항의 e채널 기계

e채널(e-Channel) 또는 자동 승객 통관 시스템(Automated Passenger Clearance System)은 2004년 홍콩 입경사무처에서 도입한 신속한 국경 통제 시스템으로, 홍콩, 마카오 거주자 및 홍콩에 자주 입국하는 방문객의 국경 출입국 절차를 가속화하기 위해 설계되었다. 다양한 국경 통제 지점에 설치된 셀프 서비스 키오스크를 사용하여 육로, 항공, 해상으로 영토를 빠져나간다.

## 기본 요건
- 11세 이상 홍콩 영주권자(스마트 신분증 사용)
- 비자 목적의 신분증을 소지한 11세 이상의 홍콩 거주자(스마트 신분증 사용 및 유효한 비자 목적의 신분증 소지)
- 홍콩에 착륙할 권리가 있거나 무조건 체류 중인 11세 이상의 사람(스마트 신분증 사용)
- 통지 라벨을 발급받은 비영주권자(스마트 신분증 사용 및 유효한 여행 증명서 소지)
- 11세 미만의 등록된 국경 초등학생(등록된 유효한 여행 서류 사용)
- 18세 이상 등록된 빈번한 방문자(등록된 유효한 여행 서류 사용)
- 11세 이상 등록된 마카오 영주권자(마카오 영주권 카드 사용)
- 만 17세 이상 대한민국 국민으로 스마트 엔트리 서비스(SES)에 등록된 자(최소 6개월간 유효한 대한민국 여권을 사용하고 홍콩에서 불리한 기록이 없는 자)
- 11세 이상의 싱가포르 여권 등록 소지자(최소 6개월 동안 유효한 싱가포르 여권을 사용하고 지난 24개월 동안 2번의 여행을 완료했으며 홍콩 특별행정구에서 불리한 기록이 없는 경우)
- 18세 이상의 독일 여권 등록 소지자(최소 6개월 동안 유효하고 HKSAR에 불리한 기록이 없는 독일 연방 공화국 여권 사용)
- 16세 이상의 호주 여권 등록 소지자(최소 6개월 동안 유효하고 HKSAR에 불리한 기록이 없는 호주 여권 사용)

이용자는 e채널에 입장 시 홍콩 신분증을 카드 리더기에 삽입하거나 등록된 여행 서류 또는 마카오 신분증을 문서 리더기에 놓는다. 문이 열리고 사용자가 들어서서 지문을 스캔하면 홍콩으로 들어갈 수 있다.

## 위치
- 홍콩 국제공항
- 강주아오 대교
- 훙함역

## 같이 보기
- 출입국관리
- 글로벌 엔트리
- 통관항